# Hero (nudibranche)
Pour les articles homonymes, voir Hero.
Famille
Genre
Hero, unique représentant de la famille des Heroidae, est un genre de mollusques de l'ordre des nudibranches.

## Classification
Selon World Register of Marine Species, on compte deux espèces :
- Hero blanchardi Vayssière, 1888
- Hero formosa (Lovén, 1844)